# Strupino
Strupino – śródleśne jezioro rynnowe w mezoregionie Bory Tucholskie, w gminie Kościerzyna, w powiecie kościerskim (województwo pomorskie). Strupino znajduje się w północno-wschodnim malowniczym krańcu Wdzydzkiego Parku Krajobrazowego, na zachód od wsi Szenajda.
W jeziorze doszło w wyniku szkód górniczych do zjawiska obniżenia poziomu wód. Jezioro znajduje się na turystycznym  Szlaku Kamiennych Kręgów.
Powierzchnia całkowita: 50,67 ha